# Bruce Eckel
Bruce Eckel – amerykański informatyk, jest autorem wielu książek i artykułów dotyczących programowania. Do najsłynniejszych należą Thinking in C++ oraz Thinking in Java, które dotyczą języków programowania Java i C++.
Eckel ukończył studia na Uniwersytecie Kalifornijskim oraz na California Polytechnic State University. Był członkiem Komitetu Standardów C++ (ANSI/ISO).
W ramach swoich seminariów oraz promocji książek kilkukrotnie odwiedził również Polskę, gdzie wygłaszał na temat programowania Java oraz eXtreme Programming. W maju 2000 roku odwiedził Kraków, następnie Warszawę w maju 2002 r. W listopadzie 2006 był gościem honorowym na konferencji JDD 2006. W maju 2012 wystąpił na konferencji GeeCON w Poznaniu, gdzie poprowadził konferencję Open Spaces oraz zaprezentował projekt poszukiwania nowej struktury organizacyjnej dla firm, nad którym pracuje od kilku lat.
W roku 2001 pojawiło się pierwsze polskie wydanie Thinking in Java – z inicjatywy grupy Polish Java User Group, wydane przez Helion.

## Publikacje
Większość książek (głównie w starszych wydaniach) Eckela została za darmo udostępniona w internecie (w języku angielskim):
- Thinking in Java
- Thinking in C++, Volume 1: Introduction to Standard C++
- Thinking in C++, Vol. 2: Practical Programming
- Thinking in Enterprise Java
- Thinking in Patterns
- Atomic Scala